# Aleksander Rajchman
Aleksander Rajchman   (Varsòvia, 13 de novembre de 1890 - Camp de concentració de Sachsenhausen, 7 de juny de 1940) va ser un matemàtic jueu polonès.

## Vida i Obra
Rajchman va néixer a Varsòvia, fill d'una prominent família intel·lectual jueva. El seu pare era escriptor i director general de la Filarmònica de Vàrsovia. La seva mare una coneguda militant socialista i feminista. Els seus germans també van ser personalitats destacades; un d'ells, Ludwik Rajchman, destacat bacteriòleg i fundador i president de l'UNICEF. Des de 1908 fins a 1912 va estudiar a la universitat de París i els tres cursos següents els va fer successivament a les universitat de Cracòvia, Varsòvia i Viena.
El 1919 va obtenir un lloc a la universitat de Varsòvia, primer com a ajudant junior i, després de doctorar-se el 1921, com a assistent sènior. El 1922 Rajchman es va convertir en professor a la Universitat Lliure de Polònia (Wolna Wszechnica) i el 1925 va fer una habilitació a la Universitat de Varsòvia i va donar classes en aquesta universitat fins al 1939. A finals dels anys trenta va donar classes al Collège de France, en el seminari de Jacques Hadamard.
Va ser membre del Partit Comunista de Polònia on militava amb el pseudònim de Olek i se'l coneixia com Olo. Era partidari de les causes progressistes i va participar en diferents congressos i col·laborar amb diverses revistes d'esquerres. El 1937 va trencar amb el partit perquè no era partidari de l'estalinisme.
L'abril de 1940, pocs mesos després de l'ocupació nazi de Polònia, va ser detingut per la Gestapo a casa seva; no se sap si per comunista o per jueu o per ambdues coses. Va ser deportat al camp de concentració de Sachsenhausen on va morir al cap de poques setmanes.
Rajchman va treballar en sèries trigonomètriques sota la influència d'Hugo Steinhaus,tema que va continuar el seu deixeble Antoni Zygmund qui va publicar un tractat important sobre el tema dedicat a la memòria del seu mestre. Va publicar una quarantena d'articles científics, la majoria sobre aquest tema, però també sobre funcions reals, estadística i probabilitat.
Rajchman és recordat per haver demostrat el 1922 que el conjunt ternari de Cantor és d'unicitat.